# Vysoké napětí
| Rozsahy napětí dle IEC | Střídavé napětí RMS (V) | Stejnosměrné napětí (V) | Riziko            |
| ---------------------- | ----------------------- | ----------------------- | ----------------- |
| Velmi nízké napětí     | < 50                    | < 120                   | Nízké riziko      |
| Nízké napětí           | 50 až 1 000             | 120 až 1 500            | Úraz proudem      |
| Vysoké napětí          | > 1 000                 | > 1 500                 | Elektrický oblouk |

Vysoké napětí (zkráceně VN) je označení pro elektrické napětí od 1 000 V AC nebo 1500 V DC do 52 kV. Kvůli riziku vzniku elektrického oblouku ve vzduchu není používáno pro běžná zařízení ve spotřebitelském segmentu (ani domácnosti ani průmysl, kde je používáno nízké napětí). Používá se zejména k dálkovému přenosu elektřiny (obvykle nadzemním elektrickým vedením), kde jsou díky vysokému napětí a tím nižšímu protékajícímu proudu významně minimalizovány tepelné ztráty ve vedení. Dochází ke snížení magnetické složky elektromagnetického pole a posílena je složka elektrická.

## Vysoké napětí
| Napěťové stupně podle ČSN EN 50110-1 ED.3 | Značka | Rozsahy střídavého napětí | Rozsahy stejnosměrného napětí |
| ----------------------------------------- | ------ | ------------------------- | ----------------------------- |
| Malé napětí                               | mn     | do 50 V                   | do 120 V                      |
| Nízké napětí                              | nn     | 50 V až 1 kV              | 120 V až 1,5 kV               |
| Vysoké napětí                             | vn     | 1 kV až 52 kV             | 1,5 kV až 52 kV               |
| Velmi vysoké napětí                       | vvn    | 52 kV až 300 kV           | 52 kV až 300 kV               |
| Zvláště vysoké napětí                     | zvn    | 300 kV až 800 kV          | 300 kV až 800 kV              |
| Ultra vysoké napětí                       | uvn    | nad 800 kV                | nad 800 kV                    |

Vysoké napětí je podle mezinárodních IEC norem napětí nad 1000 V~ (střídavý) nebo nad 1500 V= (stejnosměrný). Podle českých norem je vysoké napětí rozděleno na čtyři doplňující stupně: vysoké napětí (VN), velmi vysoké napětí (VVN), zvláště vysoké napětí (ZVN) a ultra vysoké napětí (UVN), viz tabulka vpravo (měřeno mezi fázemi).
Vysoké napětí je příliš nebezpečné pro přímé použití v elektrických zařízeních a domácnostech, protože při poruše zařízení nebo dotyku může způsobit úraz elektrickým proudem s následkem smrti. Vysoké napětí je proto používáno zejména pro přenos a distribuci elektrické energie z místa výroby (elektrárna) do místa spotřeby (firma, domácnost). Výhodou použití vysokého napětí je snížení ztrát v elektrickém vedení.

### Právní úprava vČesku
Podle přílohy č. 4 Vyhlášky č. 100/1995 Sb. může jednoduchá elektrická zařízení s vysokým napětím obsluhovat osoba poučená (§4), která je sice bez elektrotechnické kvalifikace, ale je již v mnoha technických normách považována za kvalifikovanou obsluhu. Obsluhovat sama může všechna elektrická zařízení osoba znalá (§5). Pracovat samostatně na elektrickém zařízení s vysokým napětím bez napětí může v souladu s předpisy osoba znalá (§5).
Kvalifikace pro získání §5 (osoba znalá) vyžaduje mít alespoň ukončené střední odborné vzdělání ze skupiny oborů 26 (elektrotechnika, telekomunikační a výpočetní technika) podle Jednotné klasifikace oborů vzdělání s alespoň stupněm E (výuční list) podle Klasifikace kmenových oborů vzdělání (KKOV). Teprve poté je možné po absolvování zkoušky získat „osvědčení o odborné způsobilosti v elektrotechnice“ podle Vyhlášky č. 50/1978 pro osobu znalou (§5, lidově Padesátka). Ve firmách musí být osoba znalá i přes získané osvědčení řádně proškolena v práci na dotčených elektrických zařízeních včetně BOZP (Bezpečnost a ochrana zdraví při práci).

## Ztráty ve vedení
Přenesený výkon elektrického proudu je roven součinu napětí a proudu, tedy {\textstyle P=U\cdot I}, z čehož vyplývá, že pro přenesení určitého výkonu je potřeba buď vysoké napětí a malý proud nebo malé napětí a vysoký proud. Ztráty ve vedení při přenosu elektrické energie jsou tvořeny zejména tepelnými ztrátami (procházející proud ohřívá vodič), které lze vyjádřit jako součin odporu vodiče a druhé mocniny proudu, tedy {\textstyle P=R\cdot I^{2}}. Pro zmenšení ztrát můžeme buď snížit odpor nebo procházející proud. Snížení odporu vodiče je nákladné, protože spotřeba materiálu roste s druhou mocninou (zvětšíme-li průměr vodiče 3×, bude materiálu 9× tolik). Naopak snížíme-li procházející proud, ztráty klesnou s druhou mocninou (zmenšíme-li proud 3×, klesnou ztráty 9×). Snížit proud lze (při zachování přeneseného výkonu) zvýšením napětí, což je u střídavého napětí jednoduché pomocí transformátoru (s velmi vysokou účinností a tím i malými ztrátami). Z toho vyplývá, že čím větší vzdálenost je potřeba při přenosu elektrické energie překonat, tím vyšší napětí je výhodnější použít.
Protože je vysokého napětí nebezpečné, dochází při stavbě dálkových elektrických vedení ke zvýšení nákladů na jejich vybudování. Proto je při potřebě přenosu elektrické energie na určitou vzdálenost možné spočítat kompromis mezi náklady na vybudování vedení a následnými ztrátami při provozu vedení:
- vysoké napětí (VN) – městské a venkovské oblasti (desítky km)
- velmi vysoké napětí (VVN) – větší oblasti (do 150 km)
- zvláště vysoké napětí (ZVN) – dálkový přenos (nad 150 km)
- ultra vysoké napětí (UVN) – velmi dlouhé vzdálenosti (nad 700 km)

## Vysoké napětí
Obvykle jsou přenosové soustavy střídavé, ale v některých dálkových vedení se používá i stejnosměrné napětí. Pro změnu napětí se ve střídavých přenosových soustavách používají transformátory. Pro změnu napětí ve stejnosměrných soustavách jsou použity měniče.
Podle mezinárodní normy IEC existuje jednotné odznačení vysoké napětí pro hodnoty nad 1 kV. Pro potřeby průmyslu jsou rozlišovány další stupně, které jsou přejaty i ČSN normě (viz tabulka výše) pro vysoké napětí (1 až 52 kV, zkratka VN), velmi vysoké napětí (52 až 300 kV, zkratka VVN), zvláště vysoké napětí (300 až 800 kV, zkratka ZVN) a ultra vysoké napětí (nad 800 kV, zkratka UVN).

### Historie
První vedení o napětí 400 kV bylo v Evropě zprovozněno v roce 1950 ve Švédsku. V roce 1957 byly přes švýcarskou rozvodnu Laufenburg propojeny soustavy Francie, západního Německa a Švýcarska, a byl tak položen základ pro vznik západoevropské propojené soustavy UCPTE (Evropská síť provozovatelů přenosových soustav elektřiny). Ve státech bývalého RVHP byla od roku 1959 budována přenosová soustava Mír (400 kV), která propojovala Československo, Polsko, východní Německo, Maďarsko (Sovětský svaz byl připojen v roce 1963, na konci 60. let Rumunsko a Bulharsko).
V roce 1962 bylo dokončeno první 342 km dlouhé vedení 400 kV mezi rozvodnami Hradec u Kadaně v severních Čechách a Prosenicemi u Přerova. Vedení bylo zpočátku provozováno napětím 220 kV a na napětí 400 kV bylo připojeno 3. října 1965. V roce 1962 vznikla v Praze Centrální dispečerská organizace jako řídící orgán propojené energetické soustavy Mír. O rok později byla tato soustava propojena se sovětskou soustavou vedením 400 kV, které bylo zpočátku provozováno napětím 220 kV.
V roce 1973 je zprovozněno propojení Československa s Maďarskem, v roce 1976 dvojité vedení s Polskem a dále dvojité vedení s východním Německem. V roce 1979 je ve východoevropské síti Mír zprovozněno první vedení o napětí 750 kV z tehdejšího Sovětského svazu do Maďarska mezi rozvodnami Vinica, Zapadoukrajinskaja a Albertirsa. Roku 1983 bylo propojeno tehdejší Československo s Rakouskem. Jednalo se o první stejnosměrné propojení mezi východoevropskou soustavou Mír a západoevropskou soustavou UCPTE. K západoevropské soustavě UCPTE byly v 70. letech připojeny Španělsko a Portugalsko a dále Jugoslávie a Řecko.
Na konci 80. let je páteřní síť přenosové soustavy 400 kV v Československu dokončena a je uzavřena dohoda s tehdejším západním Německem na vybudování stejnosměrného přeshraničního propojení. Politické změny po listopadu 1989 vedly k rozpojení soustavy Mír ve východní Evropě. V roce 1992 byla vytvořena soustava CENTREL ze soustav Maďarska, Polska, Slovenska a Česka za účelem společného připojení k západoevropské soustavě UCPTE. Dne 18. října 1995 ve 12:30 dochází k trvalému připojení sítí CENTREL k západoevropské síti UCPTE v rozvodně Hradec u Kadaně, což znamená vyřazení stejnosměrných přípojek a jejich nahrazení přímým propojením synchronizovaných sítí. Dne 9. října 2004 dochází znovupřipojením Řecka a států bývalé Jugoslávie (po válce v Jugoslávii) k vytvoření synchronní propojené soustavy na území celé kontinentální Evropy. Dne 18. října 2010 bylo připojeno ke kontinentální soustavě Turecko.
V roce 2015 tvořilo přenosovou soustavu Česka 3 510 km vedení 400 kV a 1 909 km vedení 220 kV. V majetku společnosti ČEPS, a.s., je také 6 vedení 110 kV o celkové délce 84 km. Probíhala výstavba vedení 400 kV mezi rozvodnami Krasíkov a Horní Životice a zdvojení vedení Čechy Střed – Výškov.

### V Česku
V současné době se v Česku nachází třicet transformačních stanic VVN, určených pro převod napětí mezi různými napětími VVN a VN a pro přenos energie do rozvodu nižšího řádu. Pro rozvod druhé úrovně je v Česku používána hustá síť vedení (distribuční rozvodná síť) o napětí 22 kV. Ve Východních a Severních Čechách se využívá i napěťová hladina 35 kV. V městských sítích a některých velkých průmyslových závodech a elektrárnách se můžeme setkat s napěťovou hladinou 10 kV a 6 kV a 5 kV
Na území Česka se používají vedení VVN o napětí 220 kV a 110 kV. Některá vedení 110 kV jsou součástí distribuční soustavy, kterou vlastní a spravují jednotliví distributoři (dříve známé jako „rozvodné závody“ nebo „krajské energetiky“, dnes jsou začleněné pod ČEZ Distribuce, E.ON Distribuce nebo PREdistribuce). VVN vedení 220 kV spolu s vedeními ZVN (zvláště vysoké napětí) 400 kV jsou součástí přenosové soustavy, kterou vlastní stát a spravuje státní akciová společnost ČEPS.

### Ve světě
Ve světě se zejména pro přenos na velmi vysoké vzdálenosti řádově tisíců kilometrů používají i rozvody ZVN o napětí 750 kV – např. v Kanadě tento hlavní rozvod propojuje západní části země s východním pobřežím. Byly prováděny pokusy i s vedeními o napětí 1,15 milionu Voltů pro přenos energie ze Sibiře do evropské části Ruska.

### Problémy VVN
- Nevýhodou VVN jsou ztráty korónovým výbojem, které s napětím narůstají. Vedení VVN je proto nutné velmi pečlivě navrhovat, aby se tyto ztráty co nejvíce omezily – například jednotlivé vodiče jsou složeny ze tří propojených vodičů, které zvětšují zdánlivý průměr přenosového vodiče, snižují intenzitu elektrického pole na vodičích a tím snižují ztráty korónou. Ze stejného důvodu nesmí mít vodivé části, vodivě spojené s vodičem, hroty.
- U velmi vysokých napětí okolo 0,7 až 1 megavoltu vznikají i další problémy s elektromagnetickým rušením sdělovacích vedení a dopravních systémů. Z těchto důvodů musí být vedení s extrémně vysokými napětími vedeno oblastmi s velmi nízkou hustotou osídlení a nízkou infrastrukturní vybavenosti. Křížení takového vedení se silnicí, železniční tratí či s vodními toky vyžaduje dodatečnou výstavbu rozměrných Faradayových klecí, které zajišťují elektromagnetické odstínění dané komunikace.
- Vedení VVN bývají velmi dlouhá, bývají postižena geomagnetickými bouřemi, kdy se na dlouhém vedení může naindukovat velmi vysoké napětí, které linku přetíží a vyřadí ji z provozu.
- Přenosová vedení a distribuční vedení VN jsou velmi často zasažena elektrickými atmosférickými výboji – blesky, které způsobují přepětí a zkraty. Vedení, rozvodny a připojená zařízení musí být chráněny přepěťovými ochranami.
- Na dálkových vedeních, vlivem konečné rychlosti toku elektrického proudu, vzniká fázový posun mezi vzdálenými zdroji. V jeden okamžik může být napětí fáze zdroje například v kladném maximu a současně může mít téže fáze vzdáleného zdroje jinou hodnotu, například 0 nebo v záporném maximu.

## Galerie

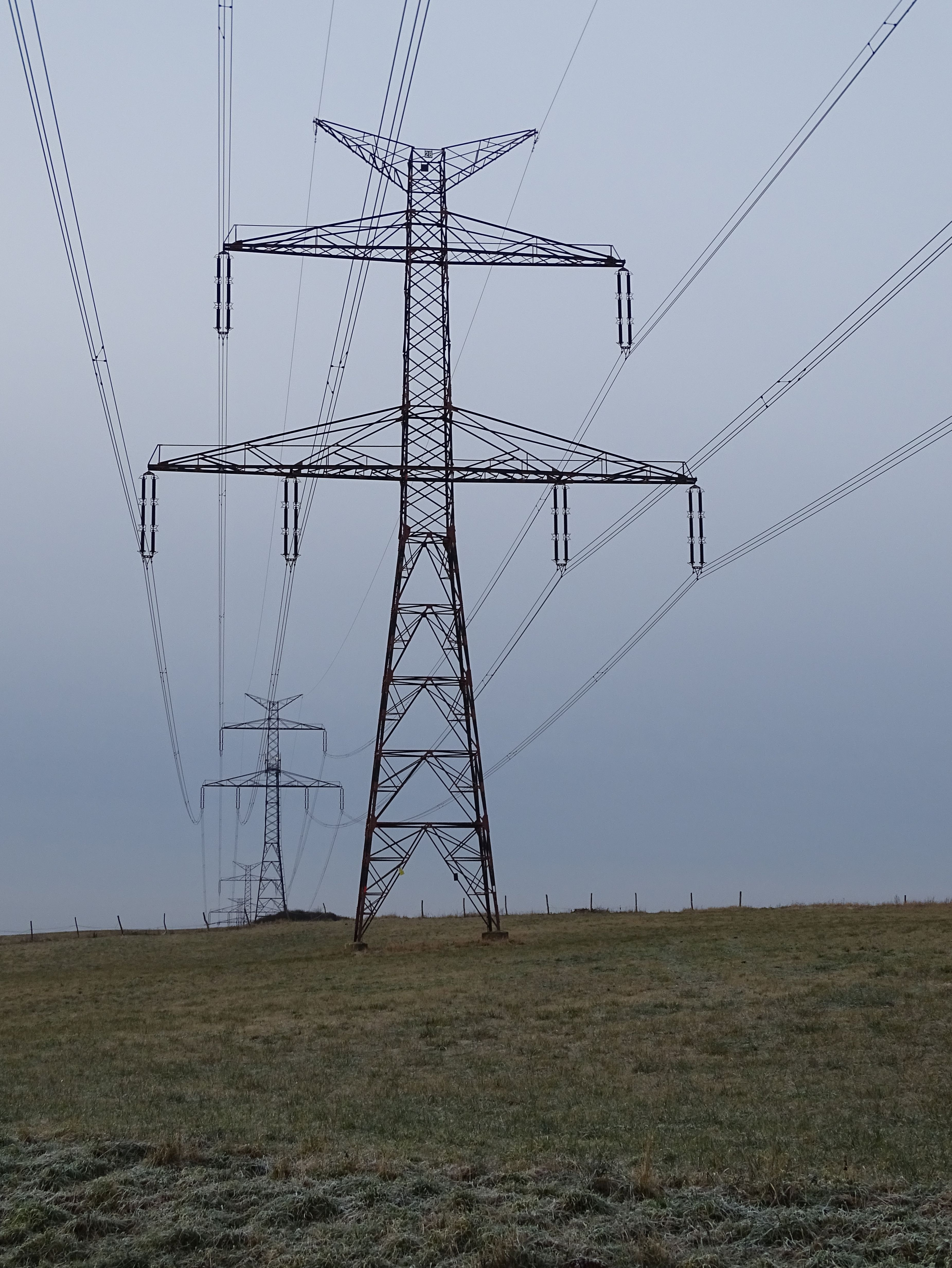
Nadzemní vedení zvlášť vysokého napětí 400 kV v Česku.
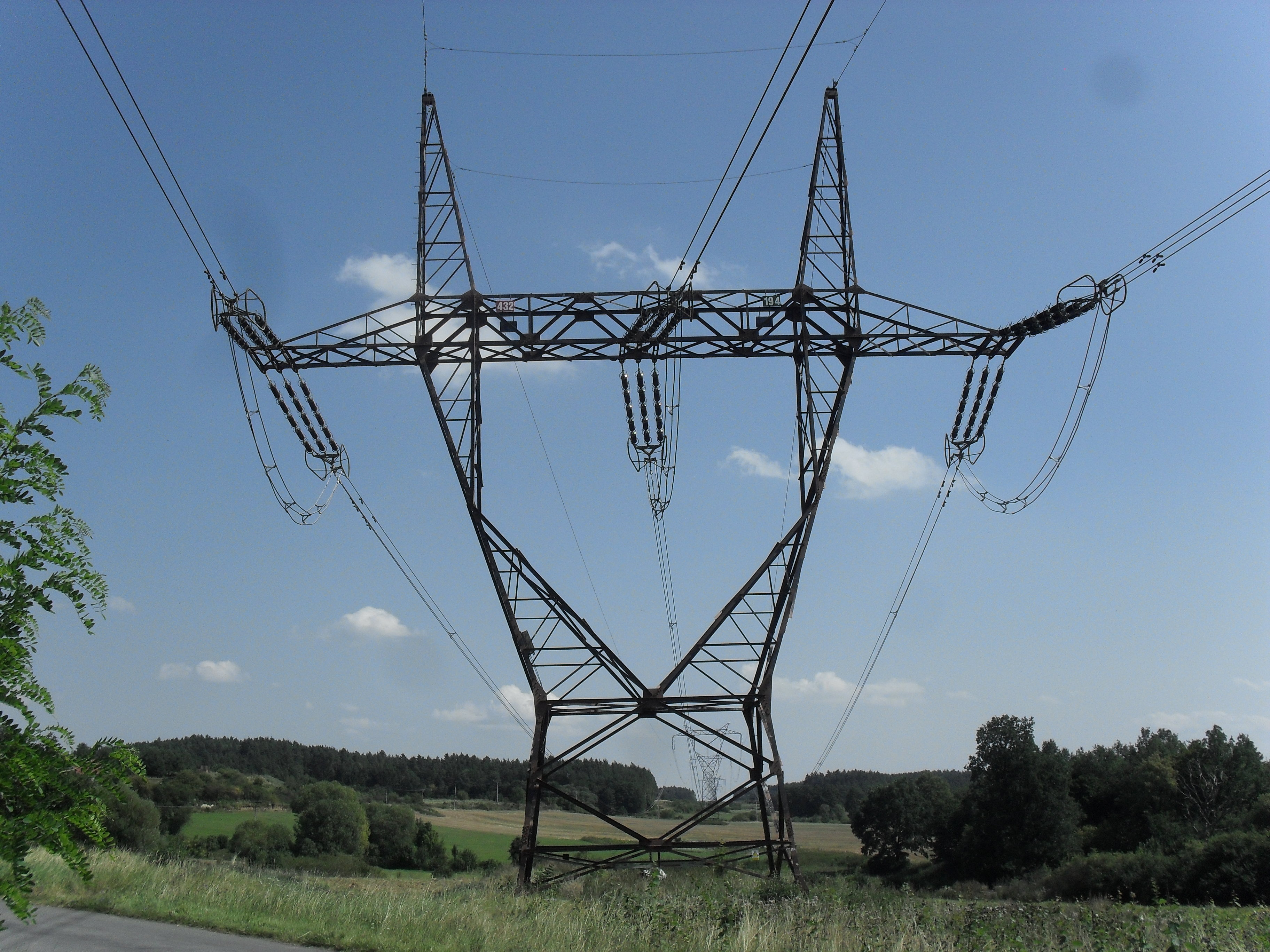
Nadzemní vedení zvlášť vysokého napětí 400 kV v Česku.
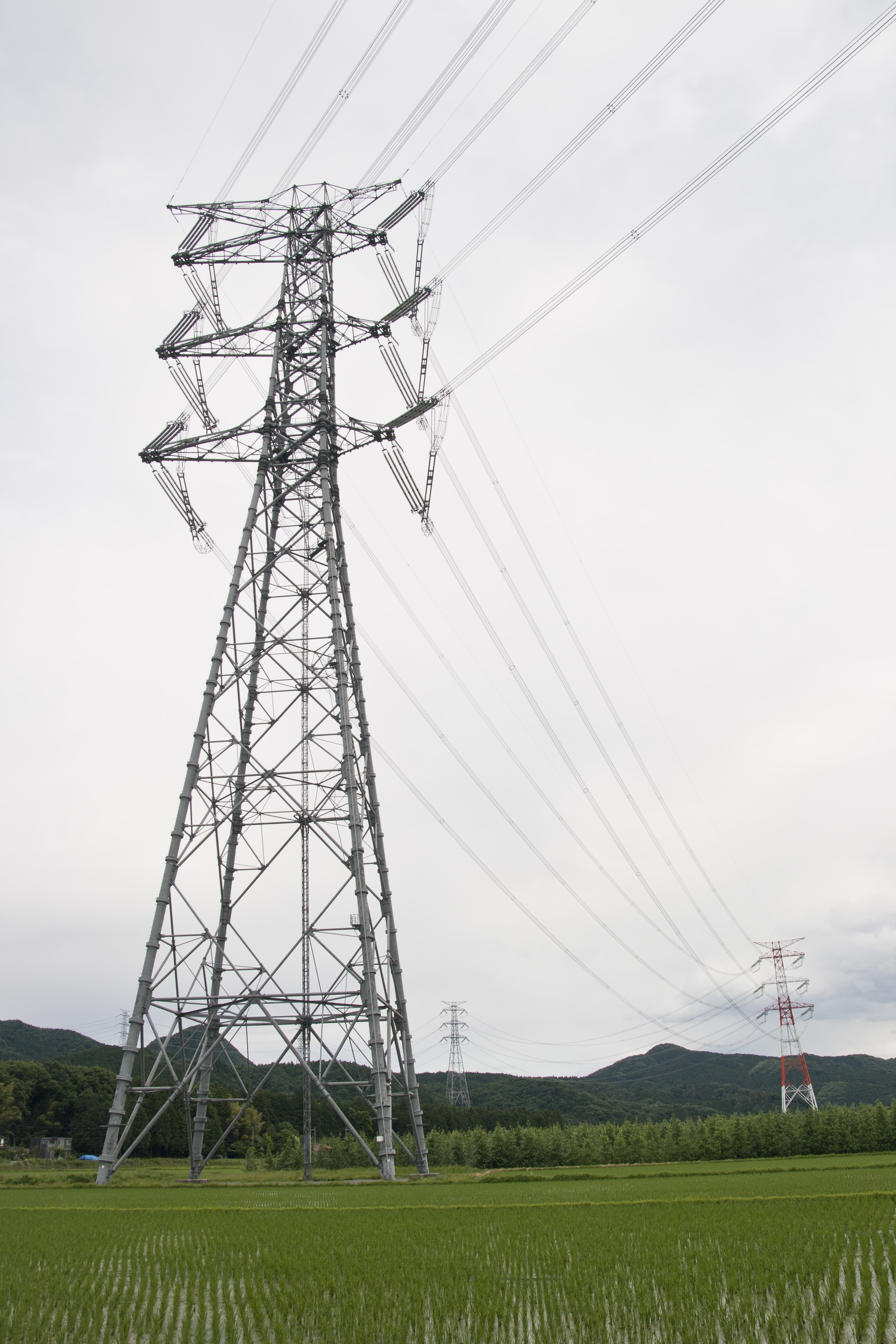
Nadzemní vedení zvlášť vysokého napětí 500 kV v Japonsku.
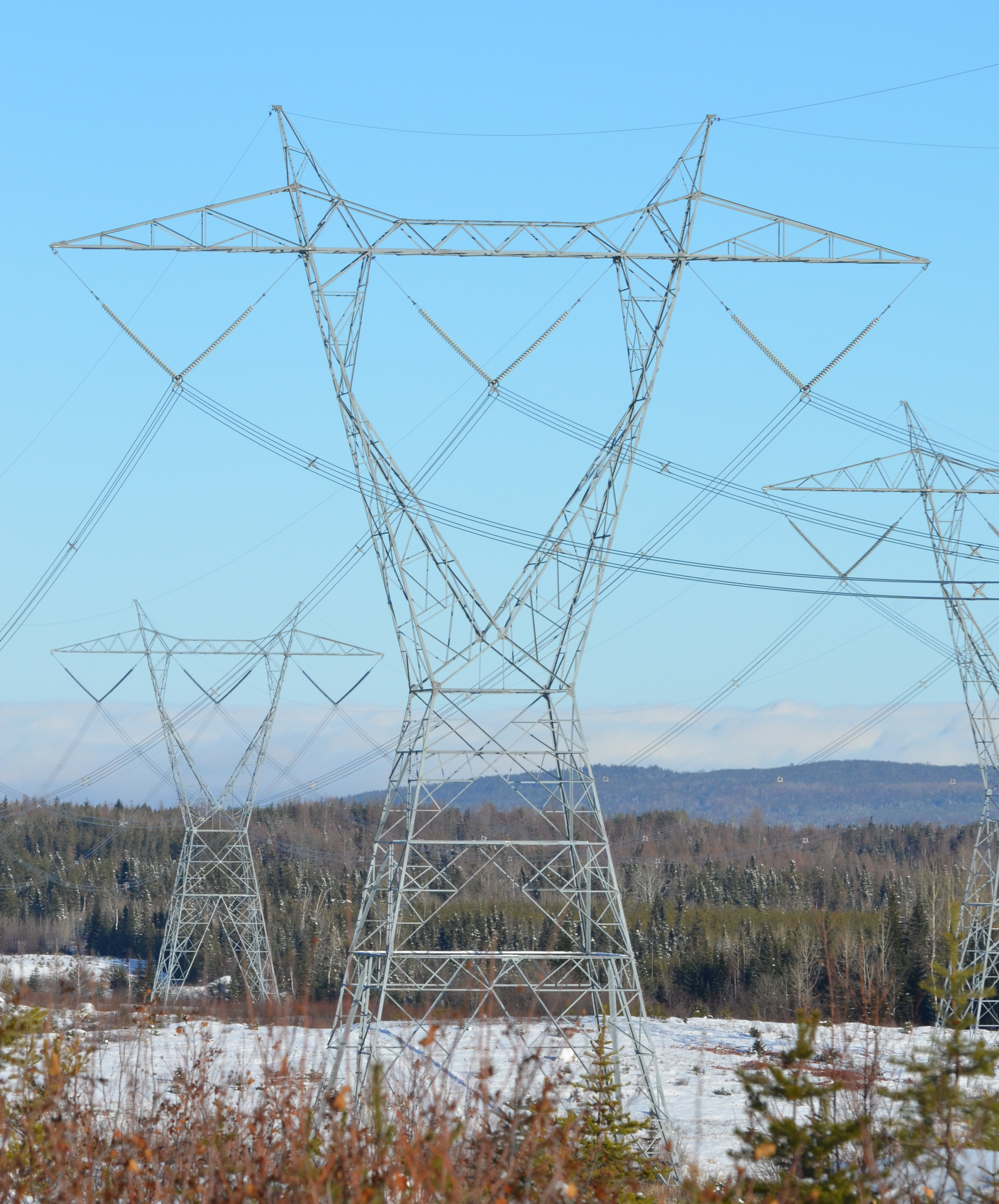
Nadzemní vedení zvlášť vysokého napětí 750 kV v Quebecu.
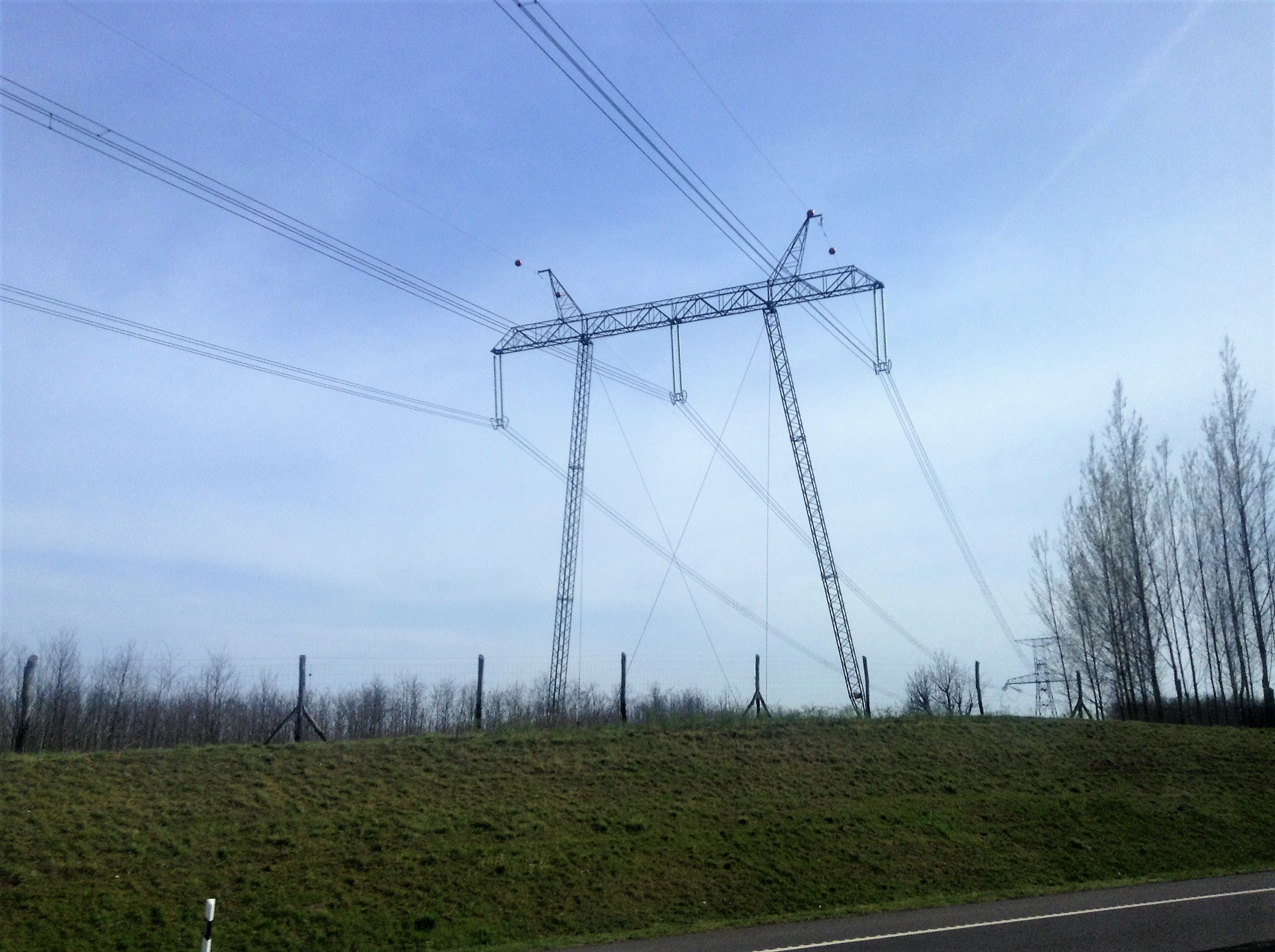
Nadzemní vedení zvlášť vysokého napětí 750 kV v Maďarsku.
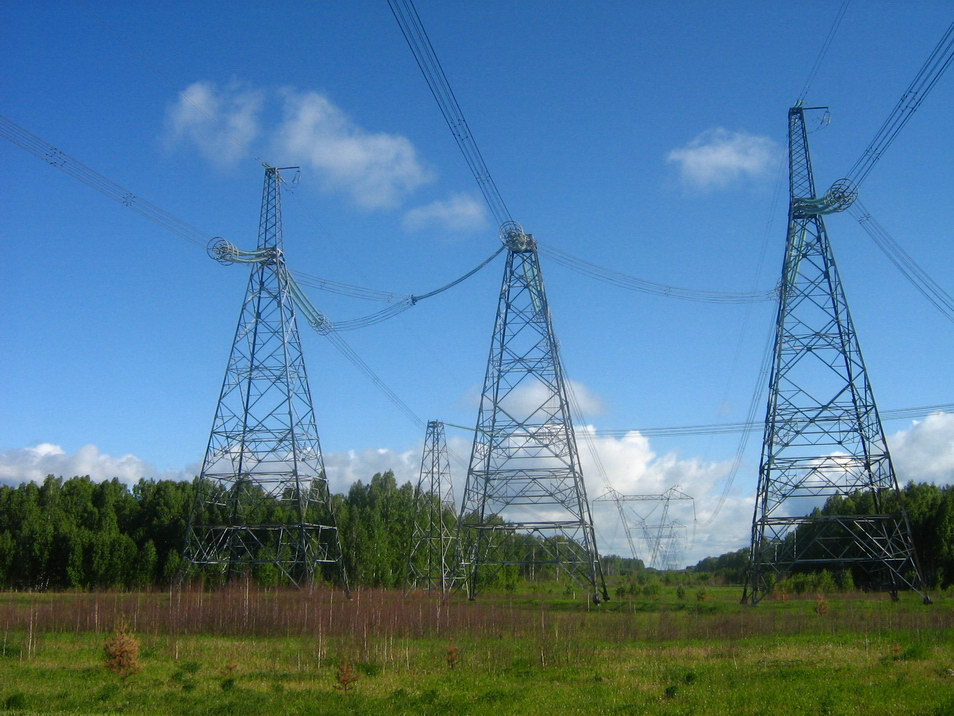
Nadzemní vedení ultra vysokého napětí původně plánované na 1150 kV v Rusku.